# Paradactylodon
Paradactylon é um gênero de anfíbio caudado da família Hynobiidae. É distribuído no norte do Irã e no Afeganistão, em populações isoladas. Foi recentemente separado do gênero Batrachuperus por Zhang, Chen, Zhou, Liu, Wang, Papenfuss, Wake, e Qu (2006).

## Espécies
- Paradactylodon gorganensis (Clergue-Gazeau e Thorn, 1979)
- Paradactylodon mustersi (Smith, 1940)
- Paradactylodon persicus (Eiselt e Steiner, 1970)